# Porpoloma macrorhizum
Porpoloma macrorhizum är en svampart som beskrevs av Lucien Quélet som Gyrophila macrorhiza 1886. Den flyttades till Porpoloma av Marcel Bon 1990.